# Astracantha elazigensis
Astracantha elazigensis là một loài thực vật có hoa trong họ Đậu. Loài này được (Ekim) Greuter & Burdet miêu tả khoa học đầu tiên năm 1989.